# 大村秀章
大村秀章（日语：／ Ōmura Hideaki ?，1960年3月9日—），是日本政治人物，第17-20任愛知縣縣知事。

## 來歷
出生於愛知縣碧南市，父親是木匠，母親是農民。父亲是入赘女婿，出身於安城市。他2岁前，被附近的狗咬伤了脸，受了重伤。因为脸上全是缝线，所以被称为“缝线”、“弗兰肯”等，中学时代受到欺负，但为了摆脱痛苦而专心学习。
1975年，进入爱知县立西尾高等学校。据高中同学说:“从高中时代开始，就定下了进入东京大学，当官僚，然后成为政治家的目標。”高中同学中有人后来成为安城市市长。1978年3月毕业于该校。同年4月，进入东京大学法学部。
1982年3月毕业于东京大学法学部。同年4月，进入农林水产省。1987年与神奈川县出身的女性结婚。1988年就任德岛市新边疆推进部长兼理事，1991年就任农林水产省经济局农业协同组合课课长助理，1993年就任粮食厅企划课课长助理(总账)。
1994年8月11日，衆議院議員選舉區劃定審議會向村山富市首相提出了政治改革四法中“小選舉區300、比例代表200”的具體劃分方案。舊愛知4區中，所謂的碧海5市(碧南市、刈谷市、安城市、知立市、高濱市)整合爲愛知13區。第二天8月12日，愛知縣的當地報紙立刻報道了各選區候選人預定者的動向。
1996年10月20日至2011年1月14日擔任日本眾議院議員。
2011年起，當選愛知縣縣知事，至今。